# Jerozolima (powieść)

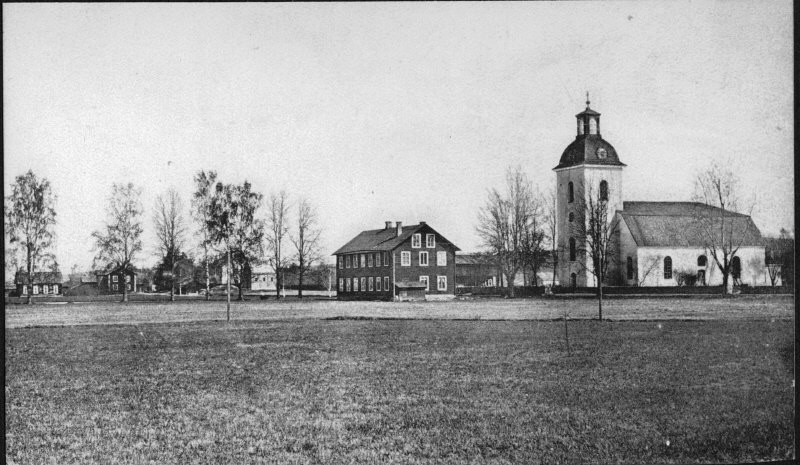
Kościół w Nås, Dalarna, Szwecja

Jerozolima (szw. Jerusalem) – powieść w dwóch częściach (I. W Dalarne, II. W Ziemi Świętej) autorstwa szwedzkiej pisarki Selmy Lagerlöf, wydana w latach 1901–1902. Jedna z najbardziej znanych powieści tej pisarki. W 1997 roku zajęła 11 miejsce w rankingu najważniejszych szwedzkich książek XX wieku czasopisma Bibliotek i Fokus.
Powieść została wydana w 1908 roku we Lwowie w tłumaczeniu na polski autorstwa Felicji Nossig.

## Fabuła
Akcja Jerozolimy rozgrywa się w regionie Dalarna i w Jerozolimie w XIX wieku i przedstawia losy kilku osób z kilku pokoleń na przestrzeni wielu lat. Głównymi bohaterami są synowie Ingmara, właściciele majątku Ingmarsgården, który należy do nich od niepamiętnych czasów. Są pracowici, pobożni i wierni tradycjom. Spotkanie z nowym ruchem religijnym, który rodzi się w okolicy jest dla nich punktem zwrotnym. Prawie 40 osób sprzedaje cały swój majątek i wyrusza do Jerozolimy, by tam wyczekiwać zmartwychwstania Jezusa.
Historia opowiedziana w Jerozolimie jest inspirowana prawdziwymi wydarzeniami, tzw. podróżników do Jerozolimy (szw. Jerusalemsfararna). Była to grupa ludzi, którzy w 1896 roku wyruszyli z Nås w Dalarna do Jerozolimy, by tam dołączyć do amerykańskiej sekty emigrantów z Chicago, The American Colony. Selma Lagerlöf pojechała do świętego miasta, by spotkać tam chłopów z Dalarna, a w Szwecji odwiedziła Nås, by spotykać tych, którzy zdecydowali się pozostać.

## Adaptacje filmowe

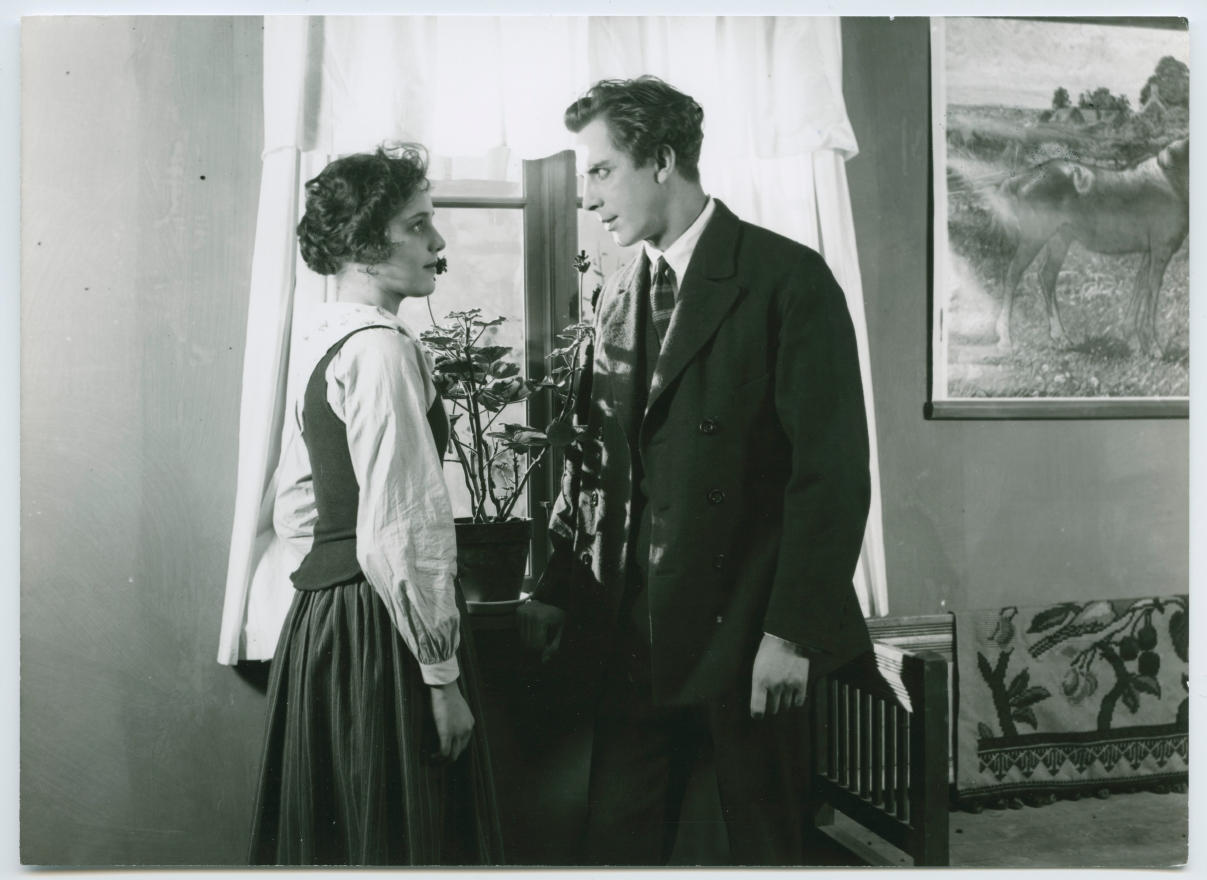
Zdjęcie z filmu Ingmarsarvet (1925), reż. Gustaf Molander, ekranizacji powieści Lagerlöf

Powieść była wielokrotnie ekranizowana:
- 1918 – Ingmarssönerna, reż. Victor Sjöström
- 1920 – Karin Ingmarsdotter, reż.Victor Sjöström
- 1925 – Ingmarsarvet, reż. Gustaf Molander
- 1926 – Till Österland, reż. Gustaf Molander
- 1996 – Jerusalem, reż. Bille August